# Antoine Joseph Santerre
Pour les articles homonymes, voir Santerre (homonymie).
Antoine-Joseph Santerre, né le 16 mars 1752 à Paris et mort le 6 février 1809 dans la même ville, est un brasseur, industriel, militaire et acteur de la Révolution française.
Issu d’une famille de brasseurs du Nord, il dirige une importante brasserie du faubourg Saint-Antoine, un quartier populaire de Paris. Glorifié ou dénigré par l'historiographie, il est impliqué dans plusieurs événements majeurs de la période révolutionnaire. Figure locale influente, surnommé « le père du faubourg », il est un relais entre les milieux artisans, ouvriers et boutiquiers du faubourg et les sociétés politiques. Il appuie les mouvements populaires et insurrectionnels de 1791 et 1792, notamment en facilitant la mobilisation des militants du faubourg Saint-Antoine. Le 10 août 1792, il devient commandant général de la Garde nationale.
Présent lors des massacres de Septembre, il supervise l’exécution de Louis XVI le 21 janvier 1793. Nommé général de brigade, puis général de division, il est envoyé combattre en guerre de Vendée, mais rappelé après sa défaite à Coron en septembre 1793. Jugé peu efficace sur le terrain, il est emprisonné sous la Terreur avant d’être libéré après le 9 (28 juillet 1794).
Sous le Directoire, il tente de relancer son activité économique, investissant dans le commerce de chevaux pour l’armée et la spéculation foncière, acquérant plusieurs châteaux et immeubles. Toutefois, ses affaires déclinent sous l’Empire où il subit d'importantes pertes financières et meurt ruiné.

## Biographie

### Origines familiales et formation
Antoine-Joseph Santerre est issu d’une famille aisée de brasseurs d’origine nordiste. Son père, Antoine Santerre, artisan prospère originaire de Saint-Michel en Thiérache (Cambrésis), s’installe à Paris en 1747 et épouse l’année suivante une cousine, Marie-Claire Santerre, fille d’un brasseur de Cambrai. Grâce à la dot de son épouse, il développe son activité en acquérant une seconde brasserie, après avoir fondé la première, dite « de la Magdeleine ». Antoine-Joseph Santerre naît rue Censier, faubourg Saint Marcel, dans un immeuble familial. Il est le troisième d’une fratrie de six enfants : Marguerite, Baptiste, Antoine-Joseph, Armand-Théodore (miroitier puis sucrier), François (brasseur) et Claire, qui épouse Étienne-Jean Panis, futur député à la Convention nationale.
Orphelin très jeune, il perd d’abord sa mère, puis son père. Il est alors élevé par ses aînés, Marguerite et Baptiste, avec le soutien de leur oncle Jean-Baptiste Santerre et de leur tante Marie-Marguerite Durand, membres de la bourgeoisie parisienne.
Antoine-Joseph effectue ses études secondaires au collège des Grassins, l’un des établissements de l’université de Paris. Il y manifeste un intérêt particulier pour l’histoire, la physique et la chimie, disciplines qui influenceront plus tard son engagement dans l’innovation brassicole.

### Carrière de brasseur (1770-1789)
Santerre est émancipé le 27 juin 1770, à l’âge de 18 ans, et, n’ayant pas repris l’entreprise familiale confiée à ses aînés, devient brasseur de manière indépendante.
En 1772, il acquiert la brasserie connue plus tard sous le nom de  Brasserie de l’Hortensia, située à Reuilly, et épouse Marie François, fille d’un brasseur. Celle-ci décède l’année suivante des suites d’une fausse couche provoquée par une chute. Il réside alors dans le quartier de Reuilly, près de l’actuelle station Faidherbe-Chaligny.

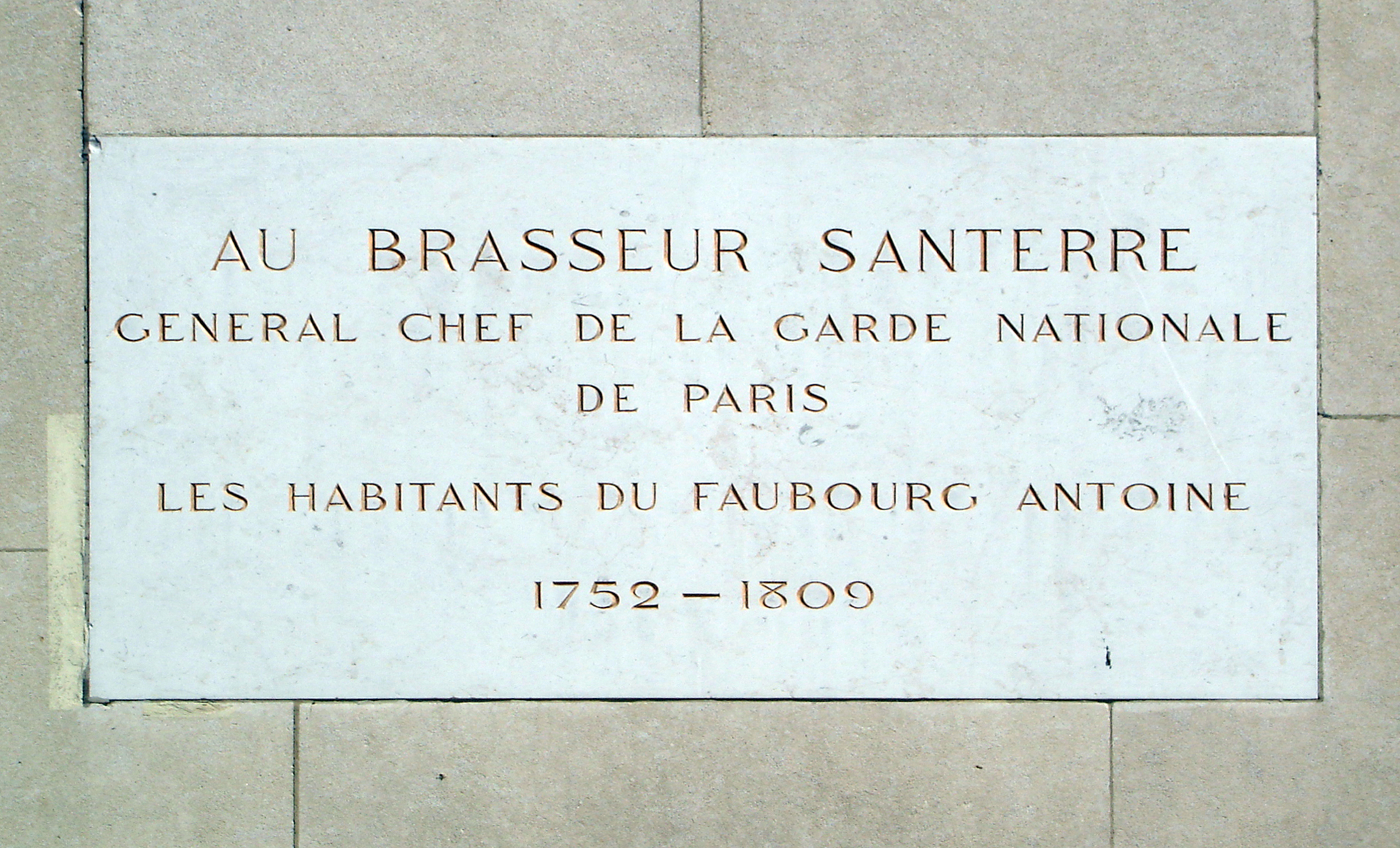
Plaque commémorative.

Il s’associe ensuite avec son frère François, dit « de la Fontinelle », et devient l’un des principaux fournisseurs de bière à Paris et en Île-de-France. En 1778, il épouse en secondes noces Marie Adélaïde Deleinte, fille de René Deleinte, bijoutier devenu négociant et propriétaire de seigneuries à Arcueil et Cachan. Ce mariage le rapproche des milieux aisés parisiens.
Dans les années 1780, les frères Santerre ouvrent une brasserie à Sèvres, où ils expérimentent des techniques industrielles importées d’Angleterre« ». Antoine-Joseph est l’un des premiers brasseurs en France à utiliser le coke pour le séchage de l’orge, contribuant ainsi à la modernisation du secteur brassicole.
Célèbre pour son goût des chevaux et sa dextérité en équitation, Antoine-Joseph Santerre est apprécié de ses ouvriers, qui le surnomment « gros père ». Il jouit d’une réputation de patron bienveillant à Bercy, où se concentre l’essentiel de son activité industrielle, bien qu’il veille rigoureusement à la rentabilité de son entreprise. Ainsi, il refuse ainsi d’accorder à ses ouvriers les copeaux de la brasserie, comme c’était la coutume, préférant les faire sécher pour les revendre comme combustible. Soucieux de chaque dépense, il cherche à optimiser ses profits, mais se montre généreux envers ses ouvriers malades. En 1789, à 37 ans, il dirige une brasserie située 176 boulevard Saint-Antoine (actuel boulevard Beaumarchais) et est surnommé « le père du Faubourg » en raison de son rôle influent au sein du faubourg Saint-Antoine.

### Homme fort du faubourg Saint-Antoine (1789-1791)
Santerre joue un rôle actif lors de la prise de la Bastille, le 14 juillet 1789, en tant que commandant de la garde bourgeoise du district des Enfants-Trouvés. Le lendemain, il affirme avoir été désigné par le peuple comme commandant général du faubourg Saint-Antoine et assure avoir dirigé quatre cents hommes lors de l’assaut. Il prétend également avoir envisagé d’incendier la forteresse avec un mélange inflammable projeté par des pompes à incendie et revendique d’avoir sauvé un invalide promis au lynchage.
Cependant, certains témoignages, comme celui de Rossignol, minimisent son rôle et souligne qu’il aurait  contribué en envoyant un charriot de paille pour attiser l’incendie. Ainsi, ce n’est pas son propre nom qui aurait dû être inscrit parmi les vainqueurs, mais celui de ses chevaux.
Dans les jours qui suivent, Santerre participe aux efforts pour rétablir l’ordre dans la capitale, aux côtés des Électeurs de Paris.
Il devient par la suite membre et vice-président de la Société des Vainqueurs de la Bastille, qui, le 2 janvier 1791, prend le nom de « Société fraternelle des Amis des droits de l'homme, ennemis du despotisme, séante section de Montreuil ».
En septembre 1789, il est élu à la tête du bataillon du district des Enfants-Trouvés, ce qui contribue à accroitre son influence, parallèlement à la centralité politique croissante de ce quartier dans la Révolution. À l’hiver 1789-1790, Santerre organise des distributions de vivres aux plus démunis, renforçant ainsi son ancrage dans le faubourg Saint-Antoine.
En 1790, il est impliqué dans l’affaire des "mouchards" de La Fayette, qui éclate lorsque des citoyens dénoncent l'infiltration de la Garde nationale par des espions supposément chargés d’observer et de réprimer les mouvements révolutionnaires. Cette controverse alimente les tensions entre les milices populaires et le commandement de la Garde nationale, renforçant l'opposition à La Fayette.
Santerre devient président de la Société des Vainqueurs de la Bastille, qui gagne en influence dans les milieux révolutionnaires, et devient Société fraternelle des Amis des droits de l'homme, ennemis du despotisme en janvier 1791.
Son rôle politique s'affirme alors que la Révolution transforme le cadre économique et social. L'adoption de la loi Le Chapelier, le 14 juin 1791, interdit les corporations et toute association professionnelle, affectant directement les brasseurs et les ouvriers. Dans ce contexte, Santerre poursuit son engagement politique tout en maintenant la gestion de ses entreprises.

#### Affaire du Château de Vincennes
Le 28 février 1791, Antoine-Joseph Santerre prend part à l’émeute de Vincennes, au cours de laquelle des sans-culottes tentent de démolir le château, craignant qu’il ne serve de point de ralliement aux partisans du roi. L’intervention de la Garde nationale, commandée par La Fayette, met un terme à l’agitation. Dans les affrontements, Santerre est accusé par l’aide de camp de La Fayette, Desmottes, de l’avoir pris pour cible lors de l’escorte de prisonniers. Cette accusation, portée par un adversaire personnel de Santerre, donne lieu, en juin 1791, à deux procédures judiciaires. L'une engagée contre Santerre, tandis qu’il intente lui-même un procès pour diffamation contre Desmottes et La Fayette , contestant leur version des faits. L’affaire est portée devant le tribunal des Minimes, qui se déclare incompétent le 16 juin, estimant que les faits relèvent de la justice militaire. Santerre bénéficie alors du soutien de ses réseaux politiques : Buirette de Verrières assure sa défense, tandis que la Société fraternelle des Halles, dirigée par François Sergent, adopte les 8 et 9 juin 1791 des arrêtés en sa faveur. Cet épisode, qui met en lumière les rivalités entre patriotes radicaux et modérés, contribue à renforcer la position de Santerre dans le faubourg Saint-Antoine et au sein des cercles révolutionnaires parisiens.

#### La fusillade du Champs-de-Mars
Le 17 juillet 1791, une foule de patriotes, menée par les Cordeliers, se rassemble au Champ-de-Mars pour porter une pétition exigeant la déchéance du roi. La manifestation tourne au drame lorsque la Garde nationale, sous les ordres de La Fayette et Bailly, ouvre le feu, faisant de nombreuses victimes. Santerre, commandant du bataillon du faubourg Saint-Antoine, est accusé d’avoir participé aux tirs contre la foule, bien qu’il ait toujours nié toute responsabilité et qu'il semble être resté dans une « réserve prudente » lors des évènements. Visé par un décret de prise de corps en aout, frappé d'incapacité, il se cache avant d’obtenir son amnistie en septembre.
Son attentisme lors de cette journée devait être vivement critiquée dans les Mémoires secrets de Claude Fournier. Ce dernier l’accuse de ne pas avoir pris la tête de son bataillon, préférant rester en civil et refuser toute initiative, malgré les sollicitations visant à mobiliser le faubourg ou à faire sonner le tocsin.

### Le Général Santerre (1792 - 1793)
Santerre devait occuper son poste de général pendant plus d’un an. D’abord à la tête de la Garde nationale, où il parvient à maintenir l’ordre dans la capitale tout en conservant la confiance des sections révolutionnaires, avant d'être remplacé le 10 mai 1793 par François Hanriot.

#### La journée du 20 juin
Au Palais-Royal, où il reparaît après son amnistie, Santerre fréquente le « 129 », un établissement de jeu dirigé par son beau-frère Jacques-Bon Pelletier Descarrières, ancien officier de la maison du roi. Il mène alors une forte activité pétitionnaire et conduit plusieurs délégations devant les députés à la tête des sections du faubourg Saint-Antoine.
Le 20 juin 1792, il encadre l'invasion du château des Tuileries par les habitants des faubourgs Saint-Antoine et Saint-Marcel, qui cherchent à faire pression sur le pouvoir royal. Une pétition doit être présentée à l’Assemblée et au roi par ces sections, qui marchent en armes. Santerre fait partie des insurgés pénétrant dans les Tuileries, où il se serait retrouvé face au roi aux côtés de  Legendre. Toutefois, d’autres sources lui attribue un rôle de conciliateur, cherchant à imposer le respect du peuple et à ramener l’ordre.

#### La Prise des Tuileries
Dès le 26 juillet 1792, avec Alexandre, Lazowski, Westermann, et Fournier l'Américain, Santerre participe à plusieurs réunions du comité insurrecteur, qui prépare l’assaut contre le Palais des Tuileries.
Mobilisé dans la nuit du 9 aout à l’Hôtel de Ville, en tant que membre de la Commune insurrectionnelle, il est convoqué par Danton, qui préside alors les sections révolutionnaires. Le commandant général de la Garde nationale, Mandat, y est destitué et plus tard arrêté et massacré par la foule. Santerre est alors nommé à sa place. Le lendemain, Santerre conduit les sections lors de l’attaque des Tuileries. Santerre ne s'interpose pas entre les insurgés et les Gardes-Suisse du palais. Après la prise du château et l’évacuation de la famille royale à l'Assemblée, il assure son transfert à la prison du Temple.

#### Les Massacres de Septembre
Désormais à la tête de la Garde nationale, il doit faire face à l’inertie de ses troupes face aux violences, sans pouvoir rétablir l’ordre de manière efficace dans une capitale en proie aux crises des années 1792-1793. En septembre, sans prendre part aux massacres des prisons dont il avait connaissance et qui lui avaient été annoncés dès le mois d'août, Santerre n'a cependant rien fait pour les endiguer, de crainte sans doute de mettre en péril sa sécurité ou de nuire à sa popularité au sien des troupes, comme bon nombre de responsables politiques et militaires durant ces journées. Attentiste ou dépassé par les évènements, Santerre reçoit l’ordre tardif de s’interposer entre les assaillants et les prisonniers de plusieurs établissements parisiens. Malgré les courriers du maire Jérôme Pétion et du ministre de l’Intérieur Roland, il reste passif, affirmant attendre des instructions supplémentaires. Pétion lui écrit à nouveau le 6 septembre au sujet de La Force : « Je vous ai prié d’y établir un nombre d’hommes si imposant qu’on ne fût pas tenté de continuer les excès que nous venons de déplorer. Vous ne m’avez pas répondu. J’ignore si vous avez satisfait à ma réquisition, mais je vous la réitère ce matin. ». Cependant, au moment des massacres, Santerre reçoit l’ordre de se rendre à Versailles pour y passer en revue des détachements de la Garde nationale. Ce n’est que le 4 septembre qu’il revient à Paris, alors que la vague de violence touche à sa fin. Le 6 septembre, Dommey, économe de la Salpêtrière, manifeste ses craintes au maire, absent. Ses secrétaires communiquent sa lettre à Santerre qui n'en fait nul cas. Au lendemain des évènements, il prend la parole devant le Conseil général, dénonçant ces actes comme des excès. Il est promu maréchal de camp le 11 octobre 1792 et prend demeure à l'Hôtel de ville.

#### L'exécution du roi
Malgré les tensions politiques croissantes, critiqué pour sa modération par Marat, raillé par les aristocrates, Santerre conserve une grande popularité à la fin de l'année 1792. Son image est diffusée, notamment à travers des cartes à jouer où il apparaît comme valet de pique aux côtés du duc d’Orléans et de Théroigne de Méricourt.

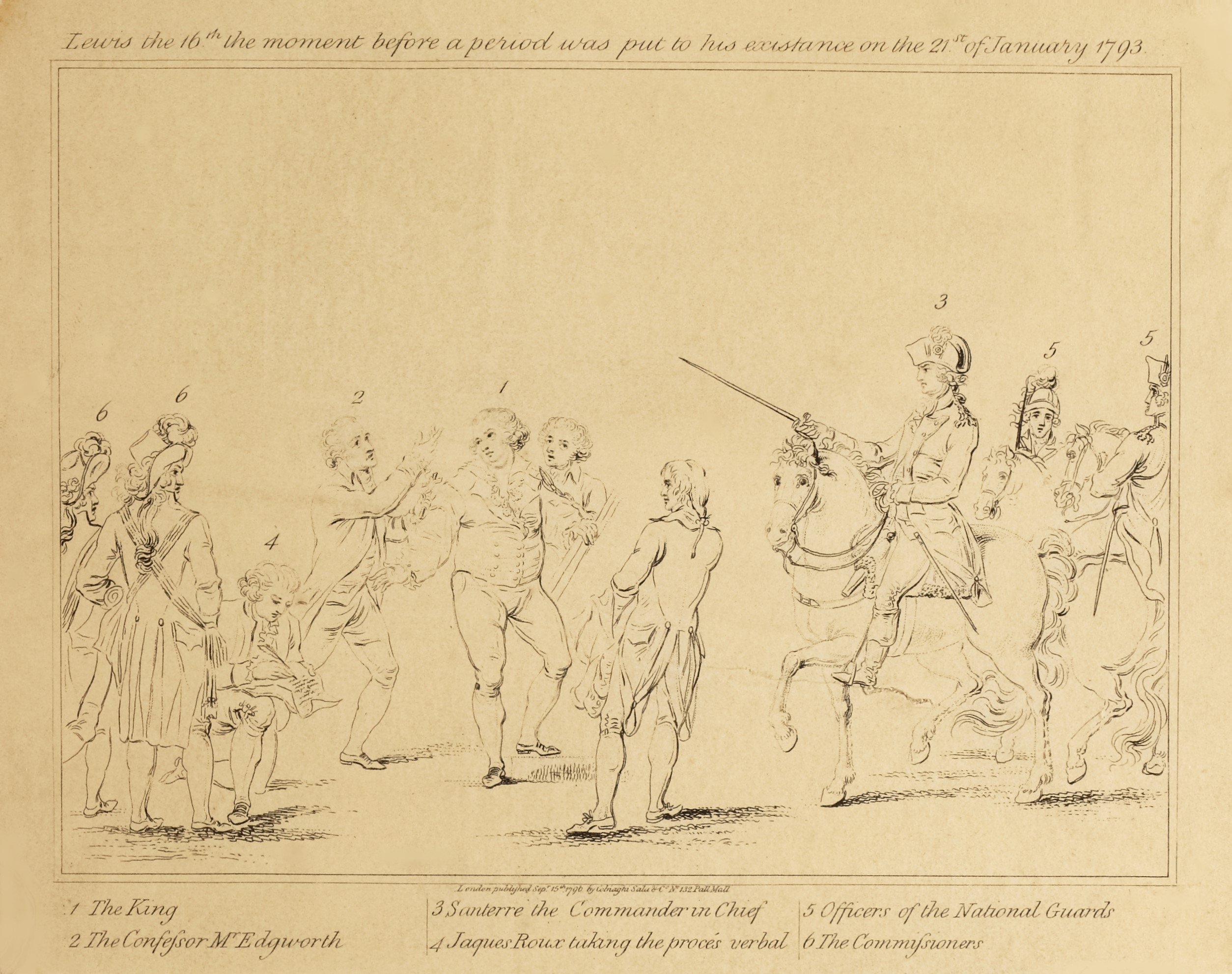
Étude des principaux protagonistes de la scène représentant Louis XVI et son confesseur Edgeworth avant son exécution, le 21 janvier 1793

Responsable de la détention de la famille royale au Temple, il préside à l'organisation l’exécution de Louis XVI le 21 janvier 1793. La totalité de la Garde nationale fut mobilisée, toute absence étant considérée comme un acte contre-révolutionnaire. Il est surnommé le « général roulement », allusion au roulement de tambour qu’il aurait ordonné pour couvrir la voix de Louis XVI sur la guillotine (d'autres versions attribuant cette initiative au général Berruyer).  Ces témoignages divergents et parfois contradictoires « nourrissent encore des traditions opposées pour raconter l'exécution ».

#### Général dans la guerre de Vendée (mai-septembre 1793)

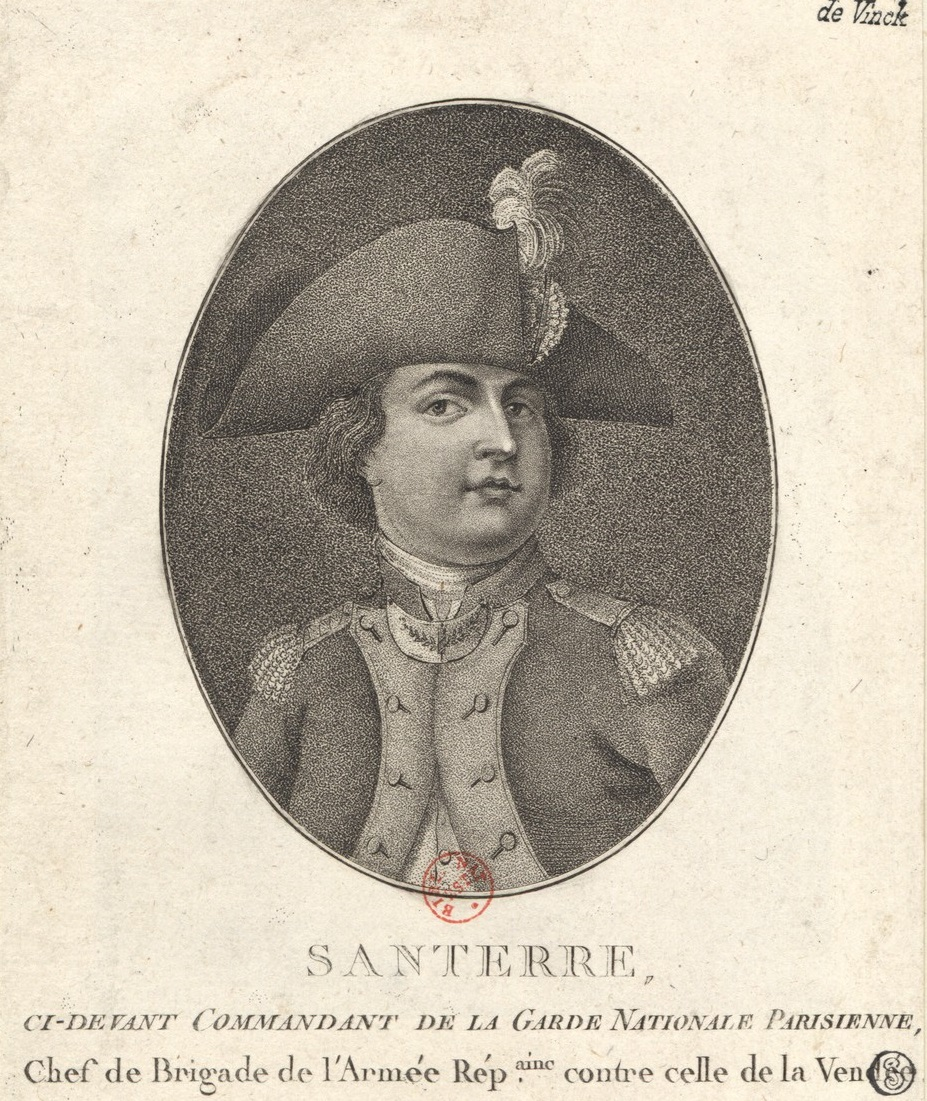
Santerre : ci-devant commandant de la Garde nationale parisienne : chef de brigade de l'armée républicaine contre celle de la Vendée, estampe, Paris, BnF, Département des estampes et de la photographie, 1793.

Désavoué par la Commune, Santerre annonce renoncer à son poste de commandant de la Garde le 4 mai 1793, au début du conflit entre les Girondins et la Commune de Paris . Il s'engage dans cette armée improvisée pour la Vendée où Bouchotte lui donne un commandement. Santerre sert à Saumur le 9 juin 1793 à la tête de troupes dont la désorganisation est criante. Le 16 juillet, il rejoint l'armée républicaine à Vihiers. Cependant, le 18 septembre, la division Santerre tombe dans une embuscade, entre Vihiers et Coron tendue par Louis Marie de Lescure et Dominique Piron. La colonne républicaine est mise en déroute et perd toute son artillerie. Les bataillons parisiens, sous son commandement, prennent la fuite sans combattre ce 18 juillet.
Il est cependant promu général de division le 30 juillet 1793, faisant fonction de général en chef de l'armée des côtes de La Rochelle du 17 août au 12 septembre 1793. Il est vainqueur à Doué-la-Fontaine le 14 septembre, est battu à Coron le 19. Il est alors rappelé à Paris. De manière générale, il fait preuve, lors de ces quelques mois, d'une ardeur civique plus que de véritables talents militaires.
De retour de Vendée le 7 octobre, Santerre est relevé de son commandement et remplacé par le général Muller. En butte à ses adversaires politiques pendant l'hiver 1793, il se voit indifféremment qualifié d'espion d'Orélans ou de complice d'Hébert. Le 17 germinal, au lendemain de la condamnation de Danton, un mandat d'arrêt est établi à son nom. Il est arrêté à Rennes, le 29 germinal an II, pendant sa campagne d'embrigadement des Armées de l'Ouest.

### Retour à la vie privée et dernières années

#### Période d'emprisonnement sous la Terreur
Le lendemain de l'exécution des Indulgents, le Comité de Sûreté générale délivre un arrêté d'arrestation signé par Elie Lacoste, Vadier et d'autres mais dont le Comité de Salut public, dont Collot d'Herbois, n'est pas tenu au courant.
Ses papiers ont officiellement été mis sous séquestre, mais ils se volatilisent aussitôt, et le dossier de Santerre est retrouvé vide.[pas clair] Santerre est incarcéré à la prison des Carmes le 7 floréal. Il est libéré dès le 28 juillet 1794. Le 29, il se démet de son grade de général de division (réintégré, il sera admis au traitement de réforme le 7 août 1800).

#### L'aubaine des bien nationaux
À sa sortie de prison, sa situation n'est pas brillante : étroitement surveillé par la police, il est ruiné et abandonné par son épouse. Il trouve son logement rue de Reuilly dévasté et part rejoindre son frère et sa sœur aînés, qui sont cultivateurs à Beauchery-Saint-Martin, en Seine-et-Marne. Mais il est étroitement surveillé et son beau-frère Pelletier d'Auffreville, pris de pitié, lui propose de diriger une entreprise de papiers peints à La Biguë, aux portes de Senlis. L'entreprise périclite faute de capitaux.
En 1796, il se décide à se séparer de sa brasserie, qui vend à Cousin, l'un de ses anciens confrères. Il est chargé de l'acquisition de chevaux pour la refonte de la cavalerie en 1797, opération qui le mène en Belgique et au-delà du Rhin. En 1799, il se devait contraint de rembourser 672 500 livres, c’est-à-dire 6 000 chevaux, pour « non exécution de son engagement ». De retour à Paris, il continue de spéculer sur les biens nationaux en Beauvaisie et dans l'Oise. Il acquiert ainsi en 1798 la Rotonde du Temple, fait l'acquisition du chateau d'Ève à Ermenonville et renoue avec une certaine prospérité. Cette même année, son épouse demande le divorce. Il est suspecté après le 18 brumaire, en raison de son passé de chef populaire, de vouloir soulever le faubourg où il n'a plus d'influence à cette date. Le général moulin, qui avait servi dans la garde nationale et en Vendée, intercède en sa faveur auprès du consul mais les suspicions, liées à son passé jacobin, l'incite à rompre avec sa quartier et ses premières activités. En 1805, il acquiert la terre de Thorigny en Normandie, que les héritiers du prince de Monaco mettent en vente, affaire qui le conduit à des procès puis à la ruine. Il parvient à surmonter la situation, mais il en est très affecté physiquement, devient excessivement suspicieux et des crises de paralysie se produisent. Il se met en tête de solliciter le commandement d'une place forte auprès du Premier Consul. Après de nouvelles complications de son état de santé, une violente chute et un accident vasculaire qui lui laissent de lourdes séquelles pendant un an, il décède le 6 février 1809 au domicile de son fils aîné.

## Commémorations
- plaque, au n° 9, rue de Reuilly (12e arrondissement) de Paris
- depuis 1905, rue Santerre, dans le même arrondissement.

## Jugements sur Santerre
Louis Marie Turreau : « Il serait un bon capitaine de hussards. Il se bat bien, boit encore mieux et est parvenu à signer son nom ».
Michelet écrit à son sujet : « ...C’était une espèce de Goliath, sans esprit, sans talent, ayant les apparences du courage, du bon cœur et de la bonhomie. »
Dans Quatrevingt-treize, Victor Hugo lui attribue la création du système de la demi-brigade, destiné à opérer l'amalgame entre les troupes de ligne et les bataillons de volontaires.

## Santerre dans la littérature
Antoine Joseph Santerre apparaît à de nombreuses reprises dans le Chevalier de Maison-Rouge d’Alexandre Dumas. Antoine-Étienne Carro, parent du général, signale une erreur[réf. nécessaire] dans l’un de ces épisodes où, selon lui, Dumas lui fait jouer un « rôle grossier et ridicule ».
Santerre apparaît dans les premières pages du Comte de Chanteleine, roman historique de Jules Verne : « La Convention, effrayée, ordonna de détruire le sol de la Vendée et d’en chasser les « populations ». Le général Santerre demanda des mines pour faire sauter le pays, et des fumées soporifiques pour l’étouffer ; il voulait procéder par l’asphyxie générale. Les Mayençais furent chargés de « créer le désert » décrété par le Comité de salut public. »
Santerre figure aussi dans le roman Quatrevingt-treize de Victor Hugo.
Dans La Solitude, vingt-troisième poème du Spleen de Paris (1869), Charles Baudelaire fait référence aux « tambours de Santerre ».
Dans le cinquième tableau de Vendée ! épisodes lyriques (poème et musique de Georges Fragerolle, ombres d'Eugène Courboin), il est fait état de la défaite de Santerre en Vendée.

## Santerre au cinéma
- La Révolution française (1989) de Robert Enrico et Richard T. Heffron, interprété par Marc de Jonge.